# Herrick (Dakota del Sur)
Herrick es un pueblo ubicado en el condado de Gregory en el estado estadounidense de Dakota del Sur. En el Censo de 2010 tenía una población de 105 habitantes y una densidad poblacional de 78,72 personas por km².

## Geografía
Herrick se encuentra ubicado en las coordenadas 43°6′54″N 99°11′18″O / 43.11500, -99.18833. Según la Oficina del Censo de los Estados Unidos, Herrick tiene una superficie total de 1.33 km², de la cual 1.33 km² corresponden a tierra firme y (0%) 0 km² es agua.

## Demografía
Según el censo de 2010, había 105 personas residiendo en Herrick. La densidad de población era de 78,72 hab./km². De los 105 habitantes, Herrick estaba compuesto por el 81.9% blancos, el 0% eran afroamericanos, el 7.62% eran amerindios, el 0% eran asiáticos, el 0% eran isleños del Pacífico, el 0.95% eran de otras razas y el 9.52% pertenecían a dos o más razas. Del total de la población el 0.95% eran hispanos o latinos de cualquier raza.